# Суб-Боннанаро

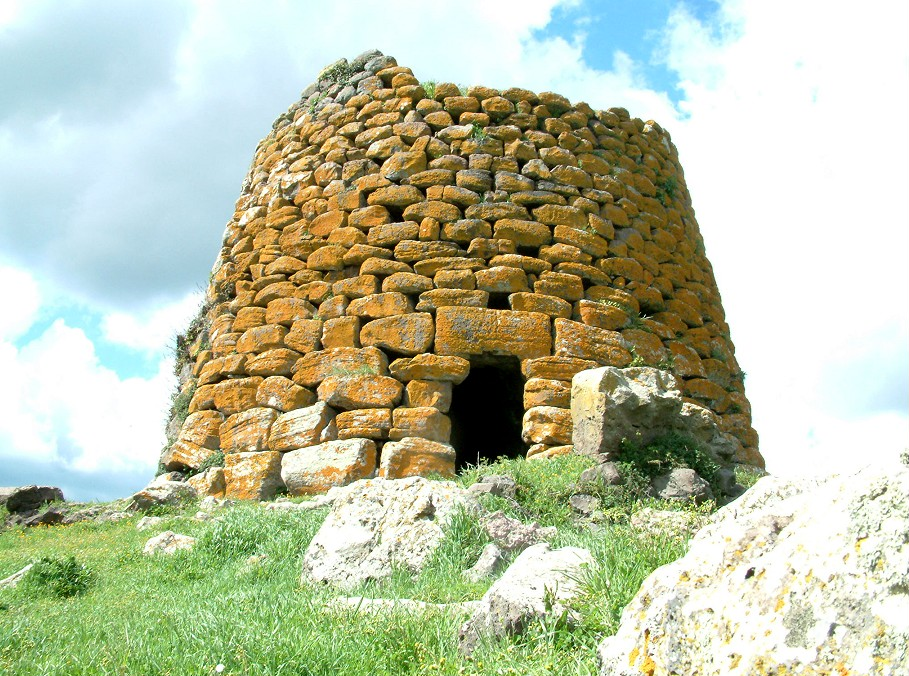
Протонураг с одной башней

Культура Суб-Боннанаро — археологическая культура, существовавшая на Сардинии во 2 тысячелетии до н. э. Данная культура обозначает резкий переход от донурагических культур, последней из которых была культура Боннанаро (отсюда и название — букв. «после/под Боннанаро»), к сооружению многочисленных нурагов.
Чётко отмечается постепенный переход от мирного сельскохозяйственного общества к обществу воинов-пастухов. Культура Сауб-Боннанаро рассматривается как предок культуры строителей нурагов, и прежде всего — как воинственная культура.
К этому периоду относится большое количество нурагов с одной башней. О периоде сооружения башен можно судить по наклону внешних стен: у более древних нурагов наклон напоминает Су-Нуракси, важнейший из нурагических памятников; наклон стен башен среднего периода напоминает нураг Санту-Антине-ди-Торральба, а у поздних — нураг Лоса-ди-Аббасанта.
Одновременно с сооружением башен началось сооружение священных водоёмов для культа воды, а также храмов типа «мегарон» микенского происхождения и «гробниц гигантов», где использовалась нурагическая технология, однако без центральной стелы.